# 慕容運
慕容运（?—?），昌黎棘城（今辽宁义县）人，鲜卑人，慕容部首领慕容涉归之子，前燕武宣帝慕容廆弟，文明帝慕容皝叔。东晋太兴三年（321年），慕容廆被晋元帝封辽东公时，封慕容运为西平公。。孙子河东王慕容永后来成为西燕皇帝。

## 后代

### 子
- 慕容彊，洛阳王。前燕文明帝慕容皝之堂弟。
- 慕容制，字副鸠。前燕文明帝慕容皝之堂弟。

### 孙
- 慕容精，北地王，慕容制之子。前燕景昭帝慕容儁之从祖弟。
- 慕容钟，字道明，慕容制之子
- 慕容永，河东王，西燕皇帝
- 慕容友，武乡公，慕容永弟
- 慕容逸豆归，西燕太尉，慕容永堂兄（394年与慕容永同为后燕慕容垂所诛）

### 曾孙
- 慕容胜，慕容精之子。降北魏后，与弟丑受姓豆卢氏。
- 慕容丑，即豆卢丑，字钟葵，[原創研究？][1]，慕容精之子。与兄胜降北魏后，受姓豆卢氏。
- 慕容亮，慕容永之子
- 慕容弘，慕容永之子
- 慕容逸豆归，慕容永之侄，西燕征东将军

### 后代
- 昌黎豆卢氏世系图